# 10
10（十）是9与11之间的自然数。

## 在数学中
- 第5個合數，正因數有1、2、5和10。前一個為9、下一個為12。
質因數分解為{\displaystyle 2\times 5}。
- 第9個虧數，真因數和為8，虧度為2。前一個為9、下一個為11。
- 第6個不尋常數，大於平方根的質因數為5。前一個為7、下一個為11。
- 第4個半質數。前一個為9、下一個為14。
- 第7個無平方數因數的數。前一個為7、下一個為11。
- 第10個十进制的哈沙德數。前一個為9、下一個為12，亦為第一個2位數的哈沙德數。
- 第6個十进制的等數位數。前一個為7、下一個為11。
- 正十邊形為第6個可作圖多邊形。前一個為8、下一個為12。
- 屬於有形數
  - 第四個三角形數
  - 第三個中心三角形數
  - 第三個四面體數
- 佩蘭數列中的第9項
- 第三個快樂數

10是有形數中三角形數

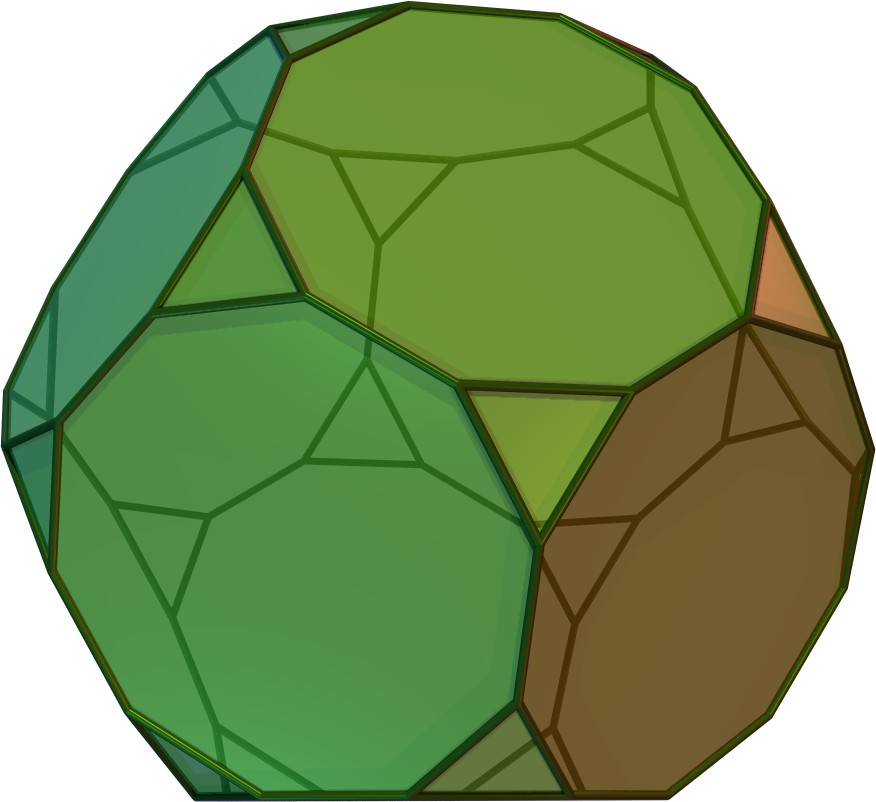
截角十二面體

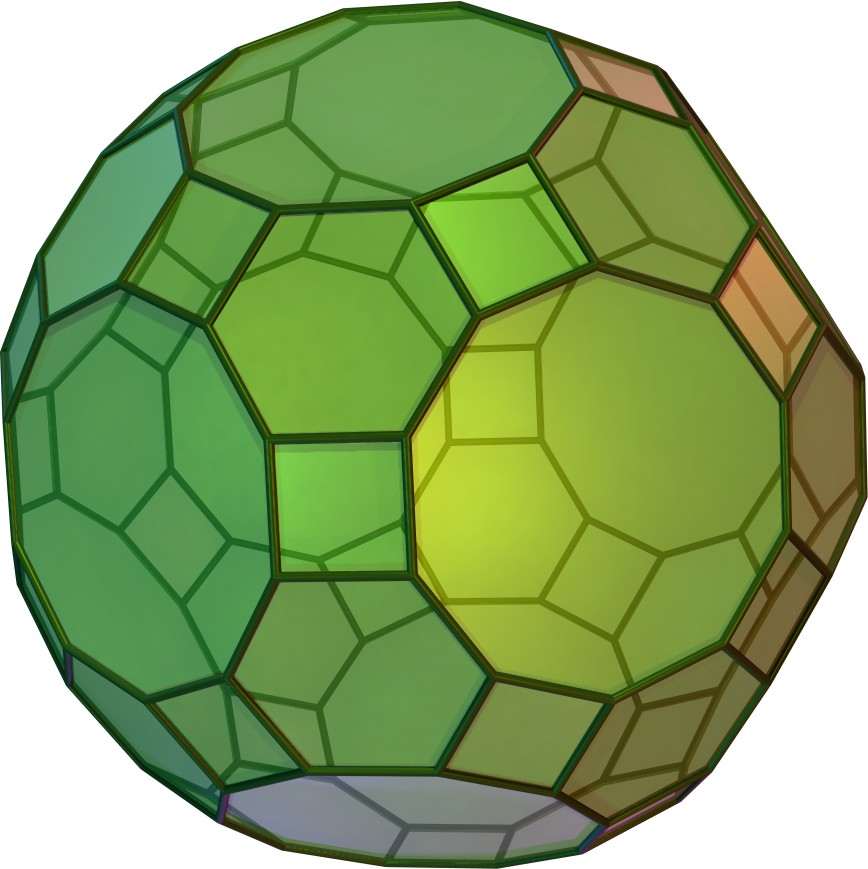
大斜方截半二十面體

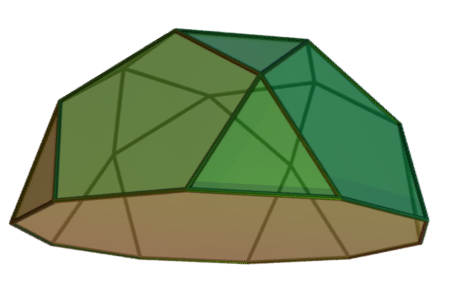
正五角罩帳是詹森多面體中其中一個

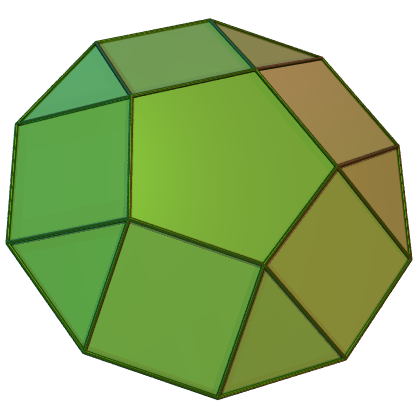
正五角帳塔是詹森多面體中其中一個

- 在以9以上的數為底的进位制中，10表示為A，例：A(12)
- 十進制是以10為基礎的數字系統
- 10個邊的多邊形叫十邊形
- 截角十二面體和大斜方截半二十面體的面都存在正十邊形
- 所有詹森多面體的面都是由正3、4、5、6、8或10邊形組成
- 可以用兩種方法分寫為兩個質數和的最小數（3+7、5+5）
- 常用對數是以10為底數的對數函數，其逆函數是以10作為基數的指數函數

### 趣味數學
- 3個連續質數和（{\displaystyle {{{2}+{3}}+{5}}=10}）
- 唯一的數使得其質因數和（{\displaystyle {{5}+{2}}=7}）和質因數差（{\displaystyle {{5}-{2}}=3}）都是質數
- 1!+2!+3!+4!+5!+6!+7!+8!+9!+10!是質數
- 10!-9!+8!-7!+6!-5!+4!-3!+2!-1!是質數
- 10!=3!5!7!為三個連續奇質數階乘相乘
- {\displaystyle 10^{2}}以下的非孿生質數有10個，分別是：2、23、37、47、53、67、79、83、89、97
- 種9棵樹，最多可以種10列，使得每列有3棵樹

```
●───●───●
 \＼   /│\   ／/
  \ ＼/ │ \／ /
   \ /＼│／\ /
    ●─●─●
   / \／│＼/ \
  / ／\ │ /＼ \
 /／   \│/   ＼\
●───●───●
```

- 第10個費波那契數=第10個三角形數=55
- 10階正交拉丁方陣是指將00~99共100個數放入10×10的方陣中，使得每行、每列的十位數和個位數都有0~9，此方陣同時也推翻了歐拉的猜想

| 00 | 47 | 18 | 76 | 29 | 93 | 85 | 34 | 61 | 52 |
| 86 | 11 | 57 | 28 | 70 | 39 | 94 | 45 | 02 | 63 |
| 95 | 80 | 22 | 67 | 38 | 71 | 49 | 56 | 13 | 04 |
| 59 | 96 | 81 | 33 | 07 | 48 | 72 | 60 | 24 | 15 |
| 73 | 69 | 90 | 82 | 44 | 17 | 58 | 01 | 35 | 26 |
| 68 | 74 | 09 | 91 | 83 | 55 | 27 | 12 | 46 | 30 |
| 37 | 08 | 75 | 19 | 92 | 84 | 66 | 23 | 50 | 41 |
| 14 | 25 | 36 | 40 | 51 | 62 | 03 | 77 | 88 | 99 |
| 21 | 32 | 43 | 54 | 65 | 06 | 10 | 89 | 97 | 78 |
| 42 | 53 | 64 | 05 | 16 | 20 | 31 | 98 | 79 | 87 |

### 基本运算
| 乘法                             | 1  | 2  | 3  | 4  | 5  | 6  | 7  | 8  | 9  | 10  |  | 11  | 12  | 13  | 14  | 15  | 16  | 17  | 18  | 19  | 20  |  | 21  | 22  | 23  | 24  | 25  |  | 50  | 100  |
| -------------------------------- | -- | -- | -- | -- | -- | -- | -- | -- | -- | --- |  | --- | --- | --- | --- | --- | --- | --- | --- | --- | --- |  | --- | --- | --- | --- | --- |  | --- | ---- |
| {\displaystyle {{10}\times {x}}} | 10 | 20 | 30 | 40 | 50 | 60 | 70 | 80 | 90 | 100 |  | 110 | 120 | 130 | 140 | 150 | 160 | 170 | 180 | 190 | 200 |  | 210 | 220 | 230 | 240 | 250 |  | 500 | 1000 |

| 乘方                       | 1  | 2    | 3     | 4       | 5       | 6        | 7         | 8          | 9          | 10          |  | 11           | 12            |
| -------------------------- | -- | ---- | ----- | ------- | ------- | -------- | --------- | ---------- | ---------- | ----------- |  | ------------ | ------------- |
| {\displaystyle {{10}^{x}}} | 10 | 100  | 1000  | 10000   | 100000  | 1000000  | 10000000  | 100000000  | 1000000000 | 10000000000 |  | 100000000000 | 1000000000000 |
| {\displaystyle {{x}^{10}}} | 1  | 1024 | 59049 | 1048576 | 9765625 | 60466176 | 282475249 | 1073741824 | 3486784401 | 10000000000 |  | 25937424601  | 61917364224   |

## 在工具中

### 交通工具
- 麥道DC-10是麥克唐納-道格拉斯公司應美國航空要求而研製的飛機
- 2-10-2是華氏式別中的蒸氣機車輪式之一，即機車擁有兩個導輪（一軸）、十個動輪（五軸）及兩個從輪（一軸）
- 運-10是中國自主研製的第一種大型飛機

### 武器
- SA-10是蘇聯國土防空軍第三代地對空飛彈系統
- 殲-10是一種多用途的戰鬥機，能夠執行空戰和轟炸的任務
  - 涡扇-10是由中國一航瀋陽發動機設計研究所設計的軍用渦輪扇發動機，裝備于殲-10等戰鬥機
- A-10雷霆二式攻擊機是美國空軍的單座雙引擎攻擊機，負責提供對地面部隊的密接支援任務，是美國空軍第一種專責密接支援的攻擊機
- AR-10自動步槍是一種由美國人尤金·斯通納設計，彈匣供彈、氣動式、氣冷自動步槍
- DRBI 10雷達是法國於1958年開始研發製造的水面艦艇用測高雷達
- AA-10飛彈是前蘇聯于20世紀70年代中期開始研製的半主動雷達制導飛彈
- B-10轟炸機是美國陸軍航空隊第一架定期使用的全金屬製單翼轟炸機
- 十號坦克為納粹德國在第二次世界大戰晚期故意散佈欺敵的虛構坦克開發計劃
- 傳說中，須佐之男用十握劍擊敗八歧大蛇
- 十式坦克是日本研發的主戰坦克，已於2012年服役

### 電腦系統與網路
- Windows 10：由微軟開發，於2015年推出的作業系統
- Internet Explorer 10是微軟開發的瀏覽器
- TOPS-10是迪吉多電腦公司為其PDP-10迷你電腦所撰寫的作業系統
- ISO/IEC 8859-10是國際標準化組織內ISO/IEC 8859為北日耳曼語支（斯堪的納維亞）各語言而設的一個8位字符集
- 二進碼十進數是一種二進制的數字編碼形式
- 十易碼輸入法是使用小鍵盤的字形輸入法
- 行列輸入法將漢字歸納出十個基本筆形，各自對應到十個阿拉伯數字的外形，縱橫輸入法與此類似
- 在倉頡輸入法中，「十」是二十四個基本字型之一，稱為倉頡字母，由此衍生之輔助字型包括「十」和「宀」

## 在日期與時間中
- 西元10年和前10年
- 10世紀和前10世紀
- 1月0日是一個特殊的日期

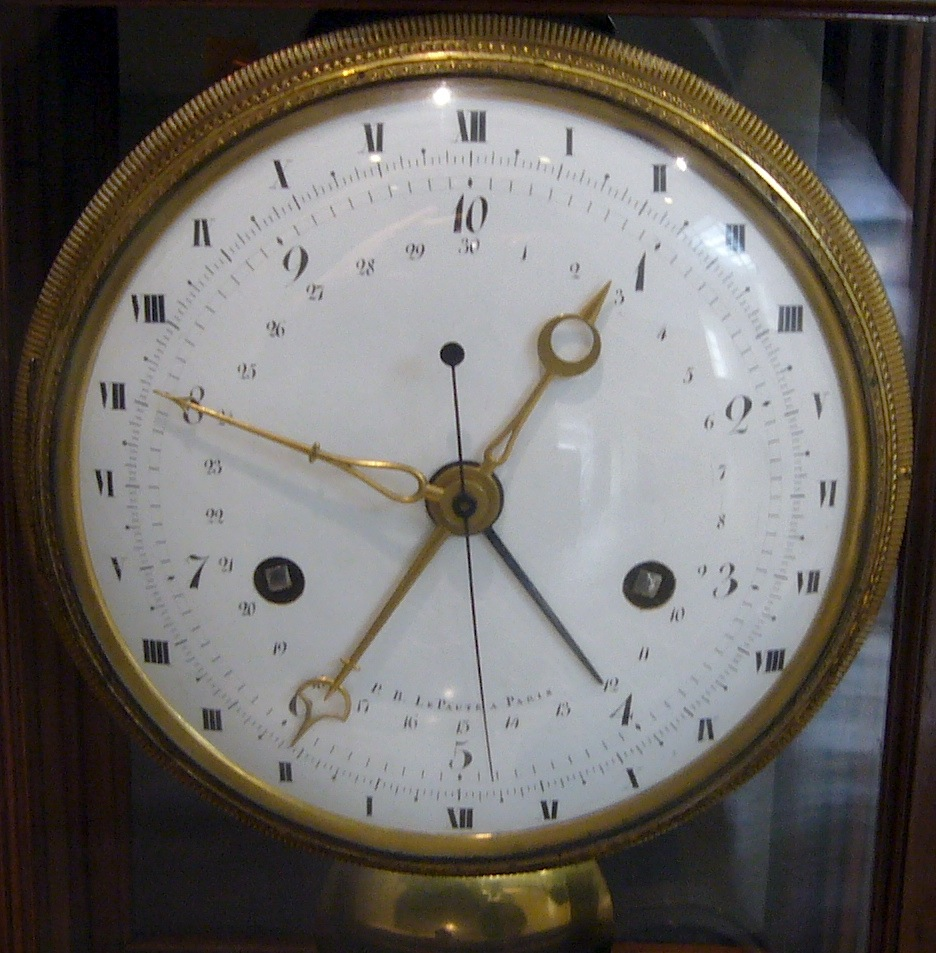
法國大革命期間的十進時鐘

- 第10千年是指9001年1月1日至10000年12月31日的這一時期
- 10月
  - 10月10日是辛亥革命紀念日，在1911年的這一天爆發了武昌起義，同時也是中華民國國慶
- UTC+10比協調世界時快10小時
- UTC-10比協調世界時慢10小時
- 十進時將每天分成10個小時，每個小時分成100分鐘，每個分鐘分成100秒
- 天干為甲、乙、丙、丁、戊、己、庚、辛、壬、癸

## 在人類文化中
- 10元店是一種零售商店，大部分貨品以10元出售
- 北京市的电话区号為10
- 驚險大挑戰亞洲版的每季的參賽隊伍數為10隊（除第5季以外）

### 十字
- 十字是人類最古老的符號之一

紅十字標誌

- 紅十字會的旗幟為白底紅十字，現今醫院也都用紅十字做為標誌
- 所有斯堪的納維亞國家的國旗中都有十字
- 香港有一個鮮奶品牌叫做十字牌牛奶

### 十進位
- 一般認為我們會使用十進位是因為人類有10根手指，雖然在小數與分數的轉換中，十二進位優於十進位，但大家仍然習慣使用十進位
  - 香港政府便曾大力宣傳十進位的好處，當時有口號如「採用十進位，公道又易計」或「十進位，好易計」等
- 國際單位制是一種十進位進位系統
- 貨幣中常用的面額，如10元、10鎊

| 国际单位制   | 国际单位制 | 国际单位制 | 国际单位制 | 国际单位制 | 国际单位制 | 国际单位制  | 国际单位制 |
| ------------ | ---------- | ---------- | ---------- | ---------- | ---------- | ----------- | ---------- |
| 中國大陸名称 | 臺灣名称   | 英语名称   | 符号       | 1000m      | 10n        | 十进制      | 启用时间   |
| 昆（昆它）   | 昆         | quetta     | Q          | 100010     | 1030       | 1000        | 2022       |
| 容（容那）   | 羅         | ronna      | R          | 10009      | 1027       | 1000        | 2022       |
| 尧（尧它）   | 佑         | yotta      | Y          | 10008      | 1024       | 1000        | 1991       |
| 泽（泽它）   | 皆         | zetta      | Z          | 10007      | 1021       | 1000        | 1991       |
| 艾（艾可萨） | 艾         | exa        | E          | 10006      | 1018       | 1000        | 1975       |
| 拍（拍它）   | 拍         | peta       | P          | 10005      | 1015       | 1000        | 1975       |
| 太（太拉）   |            | tera       | T          | 10004      | 1012       | 1000        | 1960       |
| 吉（吉咖）   | 吉         | giga       | G          | 10003      | 109        | 1000        | 1960       |
|              | 百萬       | mega       | M          | 10002      | 106        | 1000        | 1873       |
| 千           | 千         | kilo       | k          | 10001      | 103        | 1000        | 1795       |
| 百           | 百         | hecto      | h          | 10002/3    | 102        | 100         | 1795       |
| 十           | 十         | deca       | da         | 10001/3    | 101        | 10          | 1795       |
|              |            |            |            | 10000      | 100        | 1           |            |
| 分           | 分         | deci       | d          | 1000−1/3   | 10-1       | 0.1         | 1795       |
| 厘           | 厘         | centi      | c          | 1000−2/3   | 10-2       | 0.01        | 1795       |
| 毫           | 毫         | milli      | m          | 1000-1     | 10-3       | 0.001       | 1795       |
| 微           | 微         | micro      | µ          | 1000-2     | 10-6       | 0.000001    | 1873       |
| 纳（纳诺）   | 奈         | nano       | n          | 1000-3     | 10-9       | 0.000000001 | 1960       |
| 皮（皮可）   | 皮         | pico       | p          | 1000-4     | 10-12      | 0.000000001 | 1960       |
| 飞（飞母托） | 飛         | femto      | f          | 1000-5     | 10-15      | 0.000000001 | 1964       |
| 阿（阿托）   | 阿         | atto       | a          | 1000-6     | 10-18      | 0.000000001 | 1964       |
| 仄（仄普托） | 介         | zepto      | z          | 1000-7     | 10-21      | 0.000000001 | 1991       |
| 幺（幺科托） | 攸         | yocto      | y          | 1000-8     | 10-24      | 0.000000001 | 1991       |
| 柔（柔托）   | 絨         | ronto      | r          | 1000-9     | 10-27      | 0.000000001 | 2022       |
| 亏（亏科托） | 匱         | quecto     | q          | 1000-10    | 10-30      | 0.000000001 | 2022       |
| 1.           |            |            |            |            |            |             |            |

### 歷史
- 九流十家為東周時期諸子百家的具代表性的十家
- 十面埋伏是垓下之戰中，韓信破項羽所用之計
- 十布是王莽時十種布幣的總稱，即小布、玄布、幼布、厚（或序布）、差布、中布、壯布、弟布、次布、大布
- 中国历史上有五代十国，分別為：前蜀、後蜀、吳、南唐、吳越、閩、楚、南漢、荊南、北漢
- 十事疏是指北宋時期慶曆變法時范仲淹向宋仁宗提出的十項改革重點
- 十全武功是指清乾隆時期的十次重大軍事行動
- 《條議制澳十則》，是指明朝為澳門的外國人而制定的法律，於1608年頒布
- 第10軍 (日本陸軍)以上海派遣軍之増援部隊投入淞滬會戰
- 十次路線鬥爭是對中共黨史的一種概括、敘述方式
- 民航公司10號班機墜毀於台灣臺北縣林口鄉，共造成21人死亡，42人受傷
- 十信案為台灣發生於1985年的經濟犯罪事件
- 雙十協定是一個旨在結束國共分裂局面，建立民主政權而發表的會談紀要
- 十項革新是蔣經國擔任行政院長時，於1972年所頒佈，目的在使政府行政執行上更為簡廉有效
- 雙十暴動是1956年10月10日至10月12日在香港九龍及荃灣等地發生的一次騷亂
- 十恶 (法律)是中國古代法律對十種重大犯罪的總稱
- 十大商幫是中國歷史上的十個大商幫
- 十人委員會是指任何在羅馬共和中的十人的委員會

### 建築

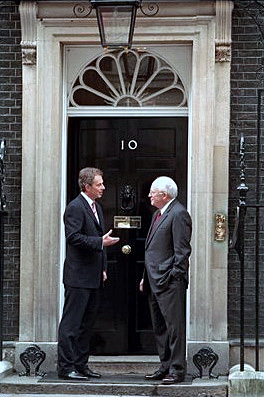
唐寧街10號

- 唐寧街10號位於英國首都倫敦西敏市內，西敏區白廳旁的唐寧街，是今日普遍認為的英國首相官邸
- 十分車站位於台灣新北市平溪區，為台灣鐵路管理局平溪線的鐵路車站
- 十字分道車站位於台灣嘉義縣阿里山鄉
- 十字館位於台灣台北西門町一帶，為臺灣電影史上最早的電影院
- 十條站是JR東日本埼京線的車站
- 十都大屋為江西省遺存最大的古民宅
- 十大建設是指中華民國臺灣在1970年代時所進行的一系列國家級基礎建設工程
- 新十大建設是指2003年11月由中華民國總統陳水扁指示，行政院長游錫堃宣布的國家整體建設計畫
- 北京十大建築
- 香港十年建屋計劃
- 香港十大建設計劃
- 香港機場核心計劃包含十項大規模基礎建設
- 香港10號幹線
- 國道10號

### 宗教
- 猶太教
  - 生命樹由10個質點組成。
- 基督教
  - 十個童女的比喻是耶穌用的比喻說明末日祂再來的事
  - 十誡是《聖經》記載的上帝耶和華藉由以色列的先知和眾部族首領摩西向以色列民族頒佈的十條規定
  - 十災是記載在希伯來聖經出埃及記七到十二章中，耶和華降臨在古埃及的十個災禍
  - 十甫堂是中國廣州市的一座基督教堂
  - 十字寺是以前景教教堂之稱
  - 十字架是基督教的像徵
  - 十字軍是基督教的活動
  - 真福十端是端基督教中耶稣的應許
- 道教
  - 十大洞天
  - 十洲三島是中國古代神話中神仙居住的地方，後來這個說法為道教所沿用
- 佛教
  - 十牛圖是中國佛教禪宗修行的圖示
  - 十大弟子
  - 十恶 (佛教)是指在佛教中十種嚴重程度之惡行
  - 十善是十種善行，即不行十惡
  - 十善業道經全經指明諸佛菩薩有一方法能斷除一切痛苦，遠離惡道
  - 十界是佛教術語，將眾生分為十大類
  - 十普寺是日治時期台北市東門、南門一帶日本移民之信仰中心
  - 十地是佛教大乘修行、菩薩修行分成10個階段
  - 十戒 (佛教)是佛教的戒規，為沙彌和沙彌尼所必須遵守的戒律
  - 十相自在是藏傳佛教中常見的一種圖案
- 《十款天條》是太平天國起義前拜上帝教的基本教規，後來成為太平天國的軍規

### 飲食
- 寧波十大名菜
- 中国十大名茶
- 台灣十大名茶指：凍頂茶、文山包種茶、東方美人茶、松柏長青茶、木柵鐵觀音、三峽龍井茶、阿里山珠露茶、高山茶、龍泉茶和日月潭紅茶等十種知名度較高的茶
- 十全大補丸，是一種常見的中成藥

### 人類
- 10世代是指年齡在10歲到19歲的人
- 容納羅姆人的十年是由七個中歐和南歐國家自發發起的一場運動，目的是為了提高羅姆人的社會和經濟地位，以及社會對他們的包容能力
- 利奧十世是1513年3月9日至1521年12月1日期間的教宗
- 雅典十將軍是古希臘城邦雅典的民主政制的軍事最高長官
- 乾隆帝又稱為十全老人
- 何婉琪人稱「十姑娘」，澳門賭王何鴻燊胞妹
- 十才子是中國歷代對於文人或文學家的說法
- 中国十大寿星排行榜
- 香港十大傑出青年
- 日本人
  - 竹井10日是日本愛知縣名古屋市出身的遊戲製作者、劇作家、輕小說作家
  - 真田十勇士是日本江戶時代立川文庫編撰出的歷史小說人物
  - 高野素十是日本俳人、醫學博士
  - 十市皇女是天武天皇第一皇女
  - 十時連貞、十時連久是日本戰國時代、安土桃山時代的武將
  - 十兩是日本相撲的一種位階，是僅次於幕內力士的最高階相撲選手，屬於幕下的力士
  - 十返舍一九是日本江戶時代作家

### 文藝

#### 電影電視
- 電視
  - 《Ben 10》為美國時代華納公司旗下Cartoon Network Studios於2006年推出之電視動畫
  - 《十兄弟》是香港一部粵語長片，於1959年上映
  - 《十兄弟》是香港無綫電視民初電視劇
  - 《十、十五、二十》是中大校園電台的一個網上電台節目
  - 《香港十大自然勝景》是亞洲電視為配合漁農自然護理署舉辦的同名選舉而製作的一個旅遊電視節目
- 電影
  - 《十面埋伏》是2004年張藝謀導演的電影
  - 《廣東十虎與後五虎》為1979年邵氏電影公司出品，張徹執導的電影
  - 《十分愛》是一部2007年上映的香港電影
  - 《十大槍擊要犯之殺生狀元》是依據台灣槍擊要犯陳興發的生平事跡為基礎改編的電影作品
  - 《十誡 》是1956年派拉蒙電影公司製作的一部史詩電影
  - 《十》是2002年伊朗导演阿巴斯执导的电影作品

#### 音樂、戲劇與美術
- 十面埋伏 (樂曲)是一首著名的古代琵琶樂曲
- 十面埋伏由香港流行音樂歌手陳奕迅主唱，Eric Kwok作曲，黃偉文填詞
- 十大中文金曲頒獎音樂會是大中華地區最重要的流行音樂頒獎項目之一，亦是歷史最悠久的華語流行音樂頒獎音樂會
- 十殿是閃靈樂團的第五張專輯
- 十大笑星是1985年，由吉林省曲藝家協會等單位聯合舉辦的中國境內全國相聲演員評選活動
- 十人書畫展為台灣書法界重要展覽

#### 文學
- 十通是《通典》、《通志》、《文獻通考》、《續通典》、《續通志》、《續文獻通考》、《清朝通典》、《清朝通志》、《清朝文獻通考》、《清朝續文獻通考》這十部政書的總稱
- 《十翼》是對《易經》的注釋
- 在《三字經》中有：「兄則友，弟則恭。長幼序，友與朋。君則敬，臣則忠。此十義，人所同。」
- 《十批判書》，郭沫若著作
- 《十全武功記》，由乾隆帝親自撰寫成
- 十大惡人是古龍筆下的武俠小說《絕代雙驕》中人物。在江湖上人人嗤之以鼻的十個成名惡人
- 《十國春秋》共一百一十四卷，清人吳任臣編撰紀傳體取書
- 《無人生還》是阿加莎·克里斯蒂的著作，敘述毫無任何關係的十個人，被邀請前往一座無人小島參加宴會，卻在抵達的第一天陸續發生死亡事件
- 《十日談》為義大利文藝復興時期作家喬萬尼·薄伽丘所著的一本寫實主義短篇小說集
- 《十項全能》是一部日本漫畫
- 亞洲週刊中文十大好書為權威性的書本質素指標
- 杜威十進位圖書分類法是由麥爾威·杜威發明，對圖書館分類學有重大影響
- 日本十進分類法參考杜威十進位圖書分類法，是適用於日本書籍的圖書分類法
- 何日章中國圖書十進分類法

## 在體育遊戲中

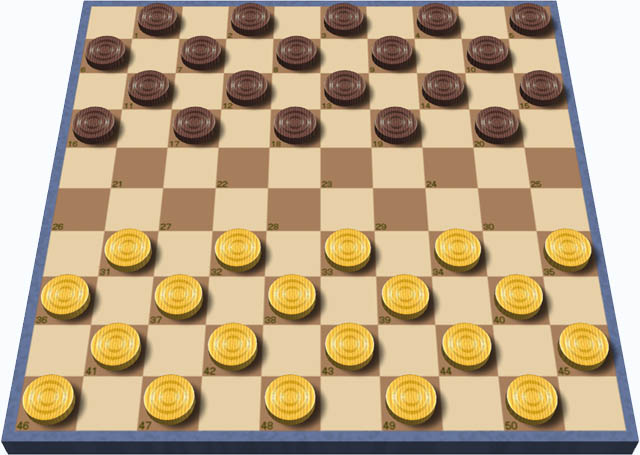
波蘭跳棋是10×10的棋盤

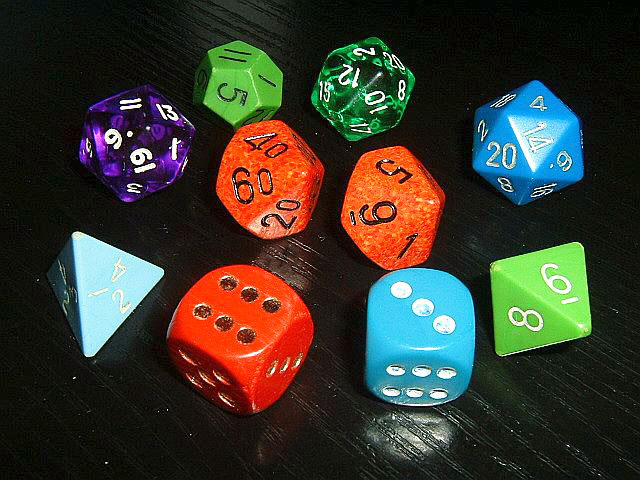
中間的兩個骰子有10個面

- 《圍棋十訣》是一個對世界圍棋界有廣泛影響的口訣，內容是下圍棋的基本原則
- 十點半是撲克遊戲的一種，玩法與廿一點相似
- 象棋的棋盤由九條直線和十條橫線相交而成
- 中國跳棋每人使用10或15枚棋子
- 常用的西洋跳棋（波蘭跳棋）是10×10的棋盤
- 孔明棋是單人玩的跳棋，棋盤是十字型的
- 10號球是一種新興的花式撞球運動項目
- 保齡球一組有10個球瓶
- 十項全能是由十項不同種類的田徑項目組成
- 10面的骰子是較常見的非正多面體骰子
- 撲克牌每種花色有10張是數字牌，其餘都是花牌
- 在牌類遊戲拱豬中，梅花10代表加倍
- 在牌類遊戲九九中，10代表加10或減10

## 在地理景觀中
- 東協十國：汶萊、柬埔寨、印度尼西亞、寮國、馬來西亞、緬甸、菲律賓、新加坡、泰國、越南
- 十國集團是由一群共同參與一般借款協定（GAB）的國家所組成的團體
- 十興里為臺灣新竹縣竹北市轄下的一里
- 福州十邑是指是指舊制福建福州府所轄十個縣
- 十堰市位於中國湖北省西北部

- 十里堡位於山東省濟南市歷城區郭店鎮的最東邊
- 在交通
  - 美國10號州際公路
  - 台10線是台灣的一條省道
  - 國道十號 (中華民國)
  - 香港10號幹線
  - 十全路是高雄市的重要道路之一
  - 十全街是江蘇省蘇州古城東南部滄浪區的一條古老街道
  - 十字路口是都會區中常見的道路交叉
- 在日本
  - 第10管區海上保安本部主要管轄範圍在日本九州地方之東中國海、八代海、太平洋及熊本縣、宮崎縣、鹿兒島縣
  - 十島村是東中國海上吐噶喇群島中各島組成的一個自治體，隸屬鹿兒島郡
  - 十勝支廳為日本北海道道東地方的支廳
    - 十勝郡為日本北海道十勝支廳的郡

  - 十勝國是日本明治時代所劃分的地方令制國
  - 十勝岳是北海道中部，標高2077公尺的一座活火山
  - 十和田市是一座位於青森縣東南部內陸地區的城市
- 景觀
  - 十層大山是位於中國雲南省南部、越南奠邊省西北部及寮國豐沙裏省北部的山峰
  - 十坑溫泉位於臺灣高雄市桃源區寶山里寶來溪附近
  - 十分瀑布位於台灣新北市平溪區，為台灣鐵路支線平溪線的著名景點
  - 西湖十景：苏堤春晓、曲院风荷、平湖秋月、断桥残雪、花港观鱼、南屏晚钟、双峰插云、雷峰夕照、三潭印月、柳浪闻莺
  - 十渡風景區位於北京市房山區西南，是中國北方唯一一處大規模喀斯特岩溶地貌
  - 中山十景
  - 濠鏡十景是指昔日澳門十個優美景緻
  - 中国十大风景名胜
  - 中国十大竹子之乡
  - 中国十大名花
  - 中国十大考古新发现

## 在自然科学中
- 10是氖的原子序数[1]

氖位于元素周期表中的第10位

- 硼的同位素只有硼10、硼11是穩定的，其他同位素都帶有放射性
- 癸烷是有10個碳的烷烴
- 十氫化萘是有芳香氣味的無色液體
- 十氧化四磷用於制高純高磷酸、有機合成以及氣體的乾燥劑
- 碳酸钠的结晶水合物的分子式为Na2CO3·10H2O，其结晶水合物带十个结晶水
- 人類和猿有10根手指和10根腳趾
- 十大功勞是常綠灌木，別名黃天竹
- 十姊妹是雀形目的一種鳥類
- 十數樟屬是白桂皮科中的一屬
- 十足目是節肢動物軟甲綱的一目
- 十樣錦是五代蜀地出產的十種織錦的統稱，也是蜀錦的主要品種
- 十齒花目
- 十齒花科
- 在香港熱帶氣旋警告信號和澳門熱帶氣旋信號系統中，10分別指十號颶風信號和十號風球，皆為最高級別的颱風警告信號

## 在天文與宇航中
- 先鋒10號是NASA于1972年3月2日發射的一艘太空飛行器，是第一艘越過小行星帶的飛行器
- 水手10號是一系列以飛越方式進行的行星探險水手號計劃中的第10個計畫，也是計畫中的最後一個
- 阿波羅10號是阿波羅計劃中第四次載人飛行任務，是人類太空史上第一個從太空發回彩色現場錄象的任務
- 雙子星座10號是雙子星座計劃中的第八次載人飛行任務，也是美國的第十六次太空任務
- 月球10號是由蘇聯發射的人類第一個環繞月球的飛行器，同時也是人類第一個環繞其他天體的飛行器
- IC 10是一個不規則星系，同時也是一個矮星系和星暴星系，位於仙后座
- S/2003 J 10是環繞木星運行的一顆衛星
- NGC 10是玉夫座的一個漩渦星系，星等為12.3

## 在其他領域中
- 十部
- 十條誡令是一起廣為流傳的都會傳奇

## 另見
- 名稱以開頭的所有条目
- 名稱以開頭的所有条目

## 腳註
1. ↑  .   [2013-01-31]. （原始内容存档于2016-04-10）.